# フョードル2世
フョードル2世ボリソヴィチ・ゴドゥノフ（ロシア語: Фёдор II Борисович Годунов, ラテン文字転写: Fyodor II Borisovich Godunov、1589年 - 1605年6月20日/ユリウス暦6月10日） は、モスクワ・ロシアのツァーリ（在位1605年）で、動乱期の短命な統治者の一人。ボリス・ゴドゥノフの長男、母はマリヤ・スクラートヴァ＝ベリスカヤである。

## 悲劇の死

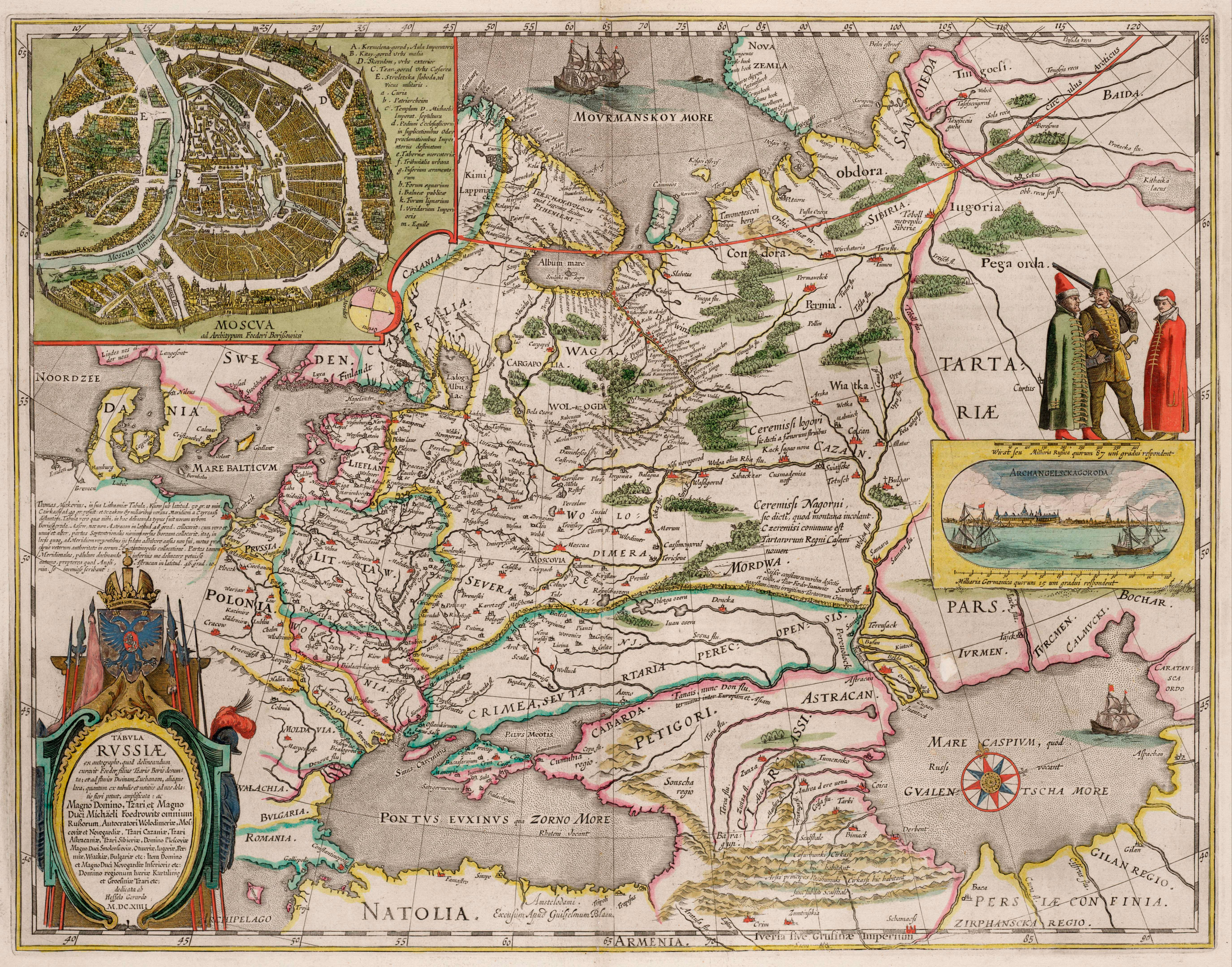
フョードル2世の治世のロシアの地図

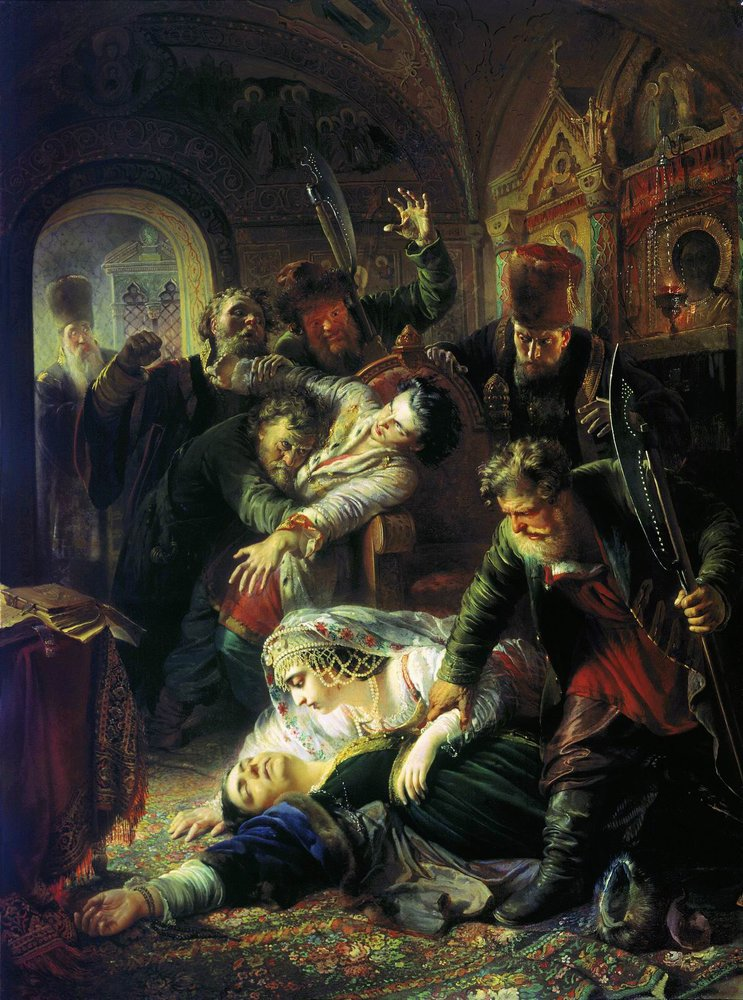
殺害されるフョードル2世と母マリヤ

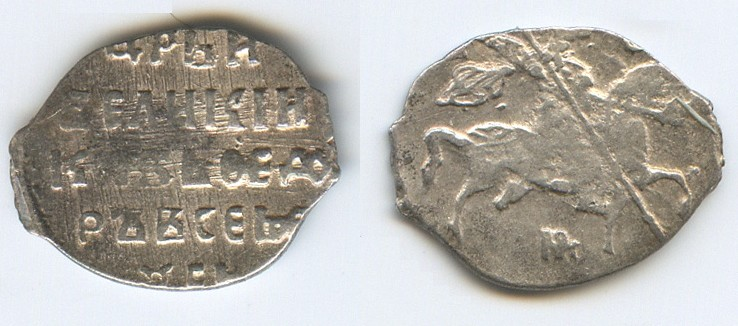
フョードル2世の名が刻まれた硬貨

混乱する国内で、偽ドミトリー1世がカルト的な支持を受ける中、父ボリス・ゴドゥノフの急死を受け、1605年4月23日に即位した。
だが、ボリスの死と同時に支持者は離反し始め、偽ドミトリー支持に回る者が相次ぎ、ゴドゥノフ家は求心力を失っていった。
また、ツァーリの母親マリヤが悪名高いオプリーチニキの首領マリュータ・スクラートフの娘だったことも、求心力低下に拍車をかけた。
そのうえ、父の部下であった大貴族のヴァシーリー・シュイスキーは、フョードル1世の弟ドミトリーの死に関して、ボリスが送り込んだ刺客が誤ってその友人を殺したのだと前言を撤回し、偽ドミトリー1世は本物のドミトリー皇子であると主張した。
同年6月に偽ドミトリーの軍勢が首都に迫ると、同月11日、ヴァシーリー・シュイスキーら大貴族たちは、フョードル2世とその家族を逮捕・監禁した。その後、20日にヴァシーリー・シュイスキーらはモスクワの城門をドミトリーのために開き、首都に乗り込んだ偽ドミトリーの命令で、16歳のフョードル2世は、母マリヤと共に殺害された。
一人残された姉・クセニヤは、数ヶ月間偽ドミトリーに慰み物にされたあげく、その花嫁マリナ・ムニシュフヴナがモスクワ入りする直前、修道院に入れられた。

## 人物像

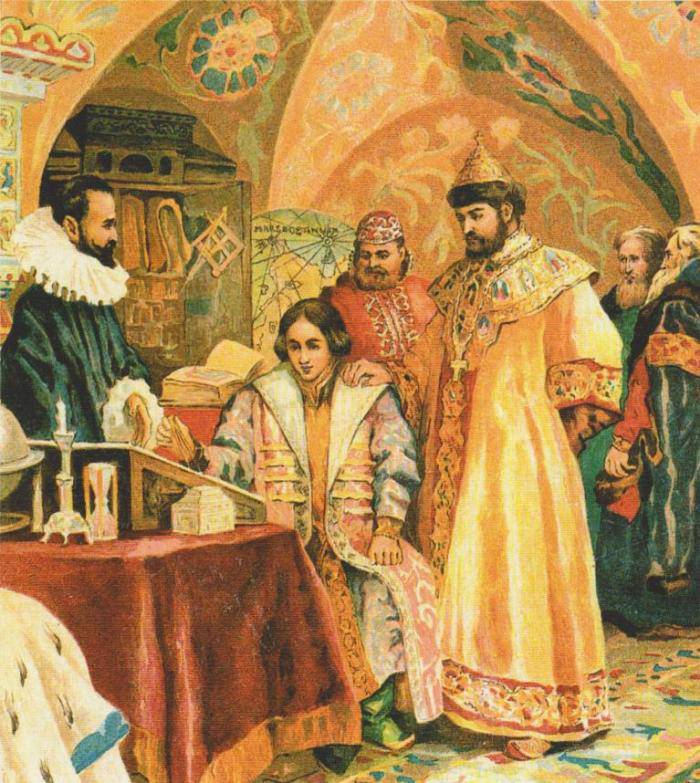
父ボリス・ゴドゥノフが見ている中、勉強するフョードル

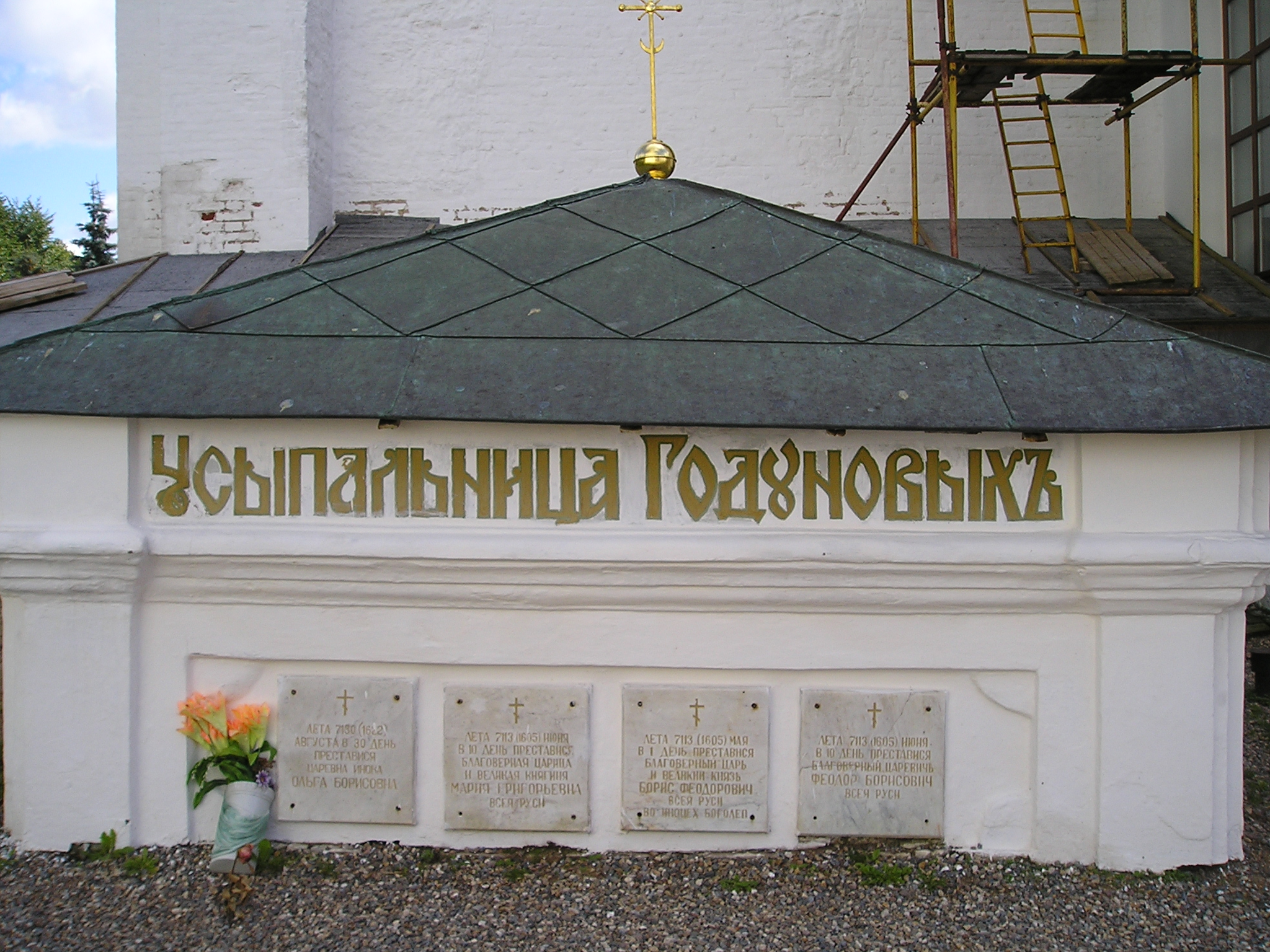
フョードル2世の墓所（父ボリス・ゴドゥノフもこの墓に眠っている）

ツァーリ・フョードル2世は、西欧志向の強い父ボリスの教育方針で、高度な教育を受けた有為の少年だった。
当時の文献の語るところによれば、彼自身もまた、とても学識がある人物として知られ、強靭な肉体を持ち合わせていたという。
だが、不運にも彼は若く、父のように人々をまとめ上げる統率力を持ち合わせていなかったため、あまりにも悲惨な死を遂げることとなった。
のち、19世紀後半にモデスト・ムソルグスキーが制作したオペラである『ボリス・ゴドゥノフ』では、フョードル2世も登場人物のひとりとなっている。